# Respirare (Subsonica)
Respirare è un singolo del gruppo musicale italiano Subsonica, pubblicato il 9 novembre 2018 come terzo estratto dall'ottavo album in studio 8.
Il brano è stato scritto da Boosta (musica), Samuel Romano (musica e testo) e Max Casacci (testo).

## Video musicale
Il videoclip è stato pubblicato il 9 novembre 2018 sul canale Vevo-YouTube del gruppo. Nel video il gruppo si trasforma in varie opere d'arte.